# Palyas locuples
Palyas locuples är en fjärilsart som beskrevs av Charles Oberthür 1916. Palyas locuples ingår i släktet Palyas och familjen mätare. Inga underarter finns listade i Catalogue of Life.